# Hardy Myers
Hardy Myers (* 25. Oktober 1939 in Electric Mills, Kemper County, Mississippi; † 29. November 2016 in Portland, Oregon) war ein US-amerikanischer Jurist und Politiker (Demokratische Partei).
Von 1975 bis 1985 war er Abgeordneter im Repräsentantenhaus von Oregon, von 1979 bis 1983 fungierte er als dessen Speaker. Nach erfolgreicher Wahl wurde er am 24. Januar 1997 in das Amt des Attorney General eingeschworen. Er war damit der 15. Attorney General des Staates Oregon. In diese Position wurde er zweimal wiedergewählt. Seine dritte Amtszeit endete am 4. Januar 2009.